# جون هارجيس (كرة سلة)
جون هارجيس (بالإنجليزية: John Hargis)‏ مواليد 20 أغسطس 1920، كان لاعب كرة سلة أمريكي. بدأ مسيرته الاحترافية في سنة 1947. بلغ طوله 6 قدم 2 بوصة (1.9 م). اعتزل اللعب في 1951. لعب مع ديترويت بيستونز وأتلانتا هوكس.

## روابط خارجية
- جون هارجيس على موقع إن بي أي (الإنجليزية)
- جون هارجيس على موقع سبورتس رفرنس (الإنجليزية)
- جون هارجيس على موقع ريلجم (الإنجليزية)
- جون هارجيس على موقع بروبوليرز (الإنجليزية)
- جون هارجيس على موقع سبورتس رفرنس (الإنجليزية)